# Солёник, Карп Трофимович
Карп Трофимович Солёник (укр. Карпо Трохимович Соленик; 26 мая 1811, Лепель — 07 октября 1851, Харьков), часто упоминаемый как Соленик, реже — Соляник или Соленин, — прославленный русский и украинский актёр, один из основоположников реалистической школы актёрского мастерства в русском провинциальном и, одновременно, в национальном украинском театральном искусстве.
В 1830—1840-е годы, в составе труппы основателей Харьковского театра, антрепренёров Иоганна Штейна и Людвига Млотковского, часто гастролировал и с большим успехом выступал на театральных подмостках южных городов России. Став популярным, принимал выгодные ангажементы на серию спектаклей или даже на весь театральный сезон, — в театрах Курска, Кишинёва, Киева, Одессы, — но потом всегда возвращался в Харьков, где у него был свой дом и где он был настоящим любимцем публики.
Свободно говорил по-русски, но родным языком считал украинский. Младший современник Щепкина, не раз выступал с ним во время его гастролей по южным губерниям, и пламенно поддержал его принцип «натуральной игры». Обладая, как и Щепкин, ярко выраженным комическим даром, Карп Солёник в то же время хорошо различал в ролях драматические и патетические ноты, умея быть и смешным, и трогательным, и пафосным, и жалким, но во всех ролях — естественным и живым.
Как и многие провинциальные актёры того времени, Солёник поневоле был актёром универсальным, исполняя и остро комедийные роли — в водевилях, и эмоционально разноплановые — в трагедиях и драмах; но с особенным, присущим только ему, мастерством Солёник играл, когда пьеса ставилась на украинском языке. Тонко чувствуя стихию родного языка и оттенки национального характера, в популярных украиноязычных пьесах Котляревского и Квитки-Основьяненко, Солёник создавал на сцене настолько убедительные и органичные образы украинцев, что театральные критики называли его «украинским Щепкиным», «истинным украинцем» и «первым украинским актёром».
А в роли Чупруна Карп Солёник и через десять лет после своей смерти оставался «несравненным».

## Биография
Родился 26 мая 1811 года в полоцком городишке Ле́пель, относившемся тогда к Могилёвской губернии. Отец его, в чине титулярного советника, служил пове́товым (уездным) землемером, и жил с семьёй на своё жалованье; в 1821 году за ним было признано потомственное дворянство. Дав сыну сносное образование, для продолжения обучения родитель отправил его в Вильну, где в 1829 году тот поступил в местный университет — на факультет математических наук.
Во время Польского восстания Виленский университет, выразивший сочувствие восставшим, прекратил работу. Многих студентов арестовали. По мнению исследователей, среди арестованных студентов был и Карп Солёник. Избежав обвинения и суда, в 1831 году из неспокойных краёв Солёник переехал в Харьков.

### Начало карьеры (1831—1835)
В Харькове Солёник довольно быстро устроился «суфлёром и на выходе» в местный театр, который содержал выходец из Польши, немец по происхождению, Иоганн Штейн. В труппе театра, пёстрой во всех отношениях, кроме русских, были и поляки, и украинцы, и свободные, и крепостные. Это был крупнейший частный провинциальный театр в России, существовавший к тому времени уже более 15 лет, — с широким и разнообразным репертуаром, включавшим и русскую классику, и немецких романтиков, и даже оперные и балетные постановки, — с коллективом отборных актёров. Театр Штейна часто гастролировал.
В 1832 году, во время обычной антрепризы в Курске, один из ведущих актёров сильно запил, и суфлёр театра, Карп Солёник, — точь-в-точь как когда-то в том же театре Михаил Щепкин, — вызвался его заменить. В двух спектаклях за один вечер. В отличие от Щепкина Солёник не зубрил роль, а лишь «дал характер», то и дело импровизируя, но сделал это так убедительно, что удостоился оваций и вызовов.
Первой в тот вечер была роль слуги Провора в искромётной сатирической комедии Судовщико́ва «Неслыханное диво или Честный секретарь», второй — роль суфлёра Шепталова в водевиле, написанном самим директором московских императорских театров Кокошкиным «Странное представление или Сюрприз публике». Это были непростые роли, — и хорошо образованного, с блестящей памятью, свободно чувствующего себя и готового к любой неожиданности на сцене, прекрасного имитатора и ну просто очень смешного молодого суфлёра признали перспективным актёром комического плана. Солёнику стали доверять небольшие роли.
Театр Штейна по-прежнему много гастролировал, удивляя немногочисленную публику провинций качеством репертуара и актёрской игры. Известно, что в 1833-м и в 1834-м годах, кроме обычных антреприз в Харькове и Курске, труппа посещала Киев, и оставила о себе хорошее впечатление.

### Признание (1836—1840)
В 1834-м (по другим сведениям — в 1833) году, во время антрепризы всё в том же Курске, «воспользовавшись предложением городских властей», часть труппы Штейна вышла из её состава, чтобы сформировать свою, «курскую». Возглавил новую труппу актёр-баритон, поляк по происхождению, Людвиг Млотковский. К нему примкнули актёры, — в основном, молодые, — которых пренебрежительное отношение Штейна к актёрам оскорбляло, а его вкусы казались старомодными. Среди актёров, примкнувших тогда к Млотковскому, чаще всего называют Любовь Острякову, Николая Рыбакова и Карпа Солёника, составивших, в ближайшем будущем, высочайшую репутацию театральной провинции — в период её расцвета — в начале 1840-х годов.
Между «молодой» труппой Млотковского и «старой» Штейна тут же началась острая конкуренция, закончившаяся в 1836 году полной победой Млотковского: седой, разболевшийся Штейн уступил ему на договорных началах и здание Харьковского театра, и остатки своей труппы. За это время Карп Солёник стал у Млотковского ведущим актёром, игравшим все главные комические роли. Млотковский обновлял репертуар, чутко выбирая выигрышные пьесы, сулящие успех у сентиментальной и скалозубой публики; а Солёник, пользуясь нащупанным ещё актёрами труппы Штейна методом «соответствия природе», когда надо — эту публику смешил, когда надо — доводил до слёз. О его игре заговорили.

#### Письмо Гоголя (февраль 1836)
В конце 1835 года друг Гоголя А. Данилевский, видевший игру Солёника в одном из спектаклей, подробно живописал ему необычную встречу с ярким талантом и с интересной труппой в какой-то медвежьей глуши. 21 февраля 1836 года Гоголь, готовивший премьеру «Ревизора» в Петербурге, написал проживавшему на юге приятелю, Белозерскому, письмецо, которое заканчивает такими словами:

Собираюсь ставить на здешний театр комедию. Пожелайте, дабы была удовлетворительнее сыграна, что, как вы сами знаете, несколько трудно при наших актерах. Да кстати: есть в одной кочующей труппе Штейна, под дирекциею Млотковского, один актёр, по имени Соленик. Не имеете ли вы каких-нибудь о нём известий? и, если вам случится встретить его где-нибудь, нельзя ли как-нибудь уговорить его ехать сюда? Скажите ему, что мы все будем стараться о нём. Данилевский видел его в Лубнах и был в восхищении. Решительно комический талант! Если же вам не удастся видеть его, то, может быть, вы получите какое-нибудь известие о месте пребывания его и куда адресовать к нему.

Прощайте, мой почтенный Николай Данилович! Обнимаю вас и прошу не забывать меня.

— Ваш Н. Гоголь.
Приведённый отрывок — единственное из сохранившихся упоминаний Солёника Гоголем, из которого многие делают два вывода: первый — «Гоголь высоко ценил Солёника», — но из письма явно следует, что высоко ценил Солёника не Гоголь, а Данилевский, а Гоголь никогда игру Солёника не видел; второй вывод — «Солёника приглашали в Петербург на премьерную роль Хлестакова, а он отказался из любви к Родине», — однако известно, что Белозерский был в то время не в состоянии выполнить эту просьбу Гоголя, соответственно, приглашение Гоголя до него не дошло.
Из приведённого письма Гоголя следует, что в феврале 1836 года игра молодого таланта из провинции «приводила в восхищение» таких искушённых знатоков театра, как А. С. Данилевский, и что в окололитературных кругах столицы его имя было уже известно. Однако на этом история с поиском тогда ещё малоизвестного провинциального актёра Карпа Солёника на главную роль в новой комедии Гоголя «Ревизор» не закончилась.

#### Выступление перед Императором в Вознесенске (август 1837)
После премьеры «Ревизора» в Петербурге, прошедшей 19 апреля 1836 года, на которой присутствовал сам Государь (пьесу, в общем, одобривший), Гоголю стало окончательно ясно, что роль Хлестакова слишком трудна для актёров его времени. Он пишет М. С. Щепкину подробную инструкцию к роли, прося подобрать актёра, достойного для премьеры в Москве. Как известно, Щепкин, впервые сыграв в «Ревизоре» Городничего 25 мая 1836 года, в этой роли вошёл в историю русского театра, — «Ревизор» стал его любимой пьесой, в которой он играл ещё 25 лет (иногда эту пьесу называли «Городничий»); поиск же достойного Хлестакова не прекращался всё это время. Действительно, в письме Гоголь говорит о Хлестакове, что «он просто глуп», при этом Хлестаков — главный герой. В эпоху романтизма это было слишком ново и непонятно.
Летом 1837 года у небольшой переправы через Буг под местечком Вознесенск был запланирован смотр и военные учения для почти всех кавалерийских соединений южных губерний. Скопление войск невероятное. Ожидалось прибытие Императора с Наследником, со всем Двором и офицерами гвардейских штабов. Осенью 1836 года в Вознесенске, в котором до этого располагался только штаб кирасирского полка, стали готовиться к прибытию высочайших персон:

Местечко […] было менее, чем в год, превращено в настоящий город, с дворцом для царской фамилии, обширным садом, театром, около двух десятков больших домов для знатных особ и до полутораста меньших для свиты и для приглашенных на этот смотр генералов и офицеров. Тут было соединено все, что только могло потребоваться для комфорта и даже для утонченной роскоши. Меблировка дворца представляла образец лучшего вкуса, и из Одессы и Киева были выписаны торговцы всех родов и лучшие рестораторы. Для гостей было приготовлено до 200 экипажей и 400 верховых лошадей. Прибавлю, что все здания были каменные и построены чрезвычайно прочно. Все имело вид настоящего волшебства!
Разумеется, вопрос о том, кто и что будет представлять в специально построенном по этому случаю театре был не последним и, судя по размаху, — недешёвым. Антрепризу на время пребывания Государя в Вознесенске получил какой-то Ерохин, антрепренёр, до этого упоминаемый лишь в связи с цирковыми балаганами на ярмарках и короткой антрепризой в Кишинёве в 1836 году. Весной 1837 года М. С. Щепкин, взяв с собой дочерей (начинающих актрис), выехал на юг. Случайно или нет, но закончилось его большое турне в Вознесенске, как раз когда там был Государь.
По пути Щепкин, как столичная знаменитость, даёт спектакли во всех городах, где есть театр — совместно с их труппами. В Киеве он встречается с труппой Млотковского, знакомится с Солёником и другими актёрами, и также даёт несколько спектаклей. После чего отправляется в Одессу, взяв с собой часть труппы Млотковского, в том числе и Карпа Солёника. В Одессе они встречаются с труппой Ерохина, держат антрепризу около месяца, а затем выезжают в Вознесенск, где Государя ожидали 22 августа.
И хотя Государь прибыл в Вознесенск на пять дней раньше, точно известно, что Щепкину удалось показать ему себя в «Ревизоре». Роль Хлестакова, благодаря Щепкину, исполнял Карп Солёник. Это был, без всякого сомнения, его звёздный час.
Если Гоголь, как автор, был отцом «Ревизора», — буквально бросившим его, как только стало понятно, что ничего, кроме горечи он не принёс, — то вторым его отцом, также буквально подобравшим его, отогревшим и давшим жизнь, был М. С. Щепкин. Видимо, ещё в Москве, узнав, что есть возможность выступить перед Государем и Двором, он решил показать именно «Ревизора». Он решил найти того самого «Соленика» и с ним уже добиться реабилитации этой тяжеловатой русской комедии в глазах тех, от кого зависела судьба пьесы в дальнейшем. Для этого Хлестаков должен быть настолько умён, чтобы сыграть глупца, и настолько серьёзен, чтобы быть смешным, — и Карп Солёник, имевший всего два-три года опыта игры в заглавных ролях, с этой задачей справился: «его успех, — подводили позднее итог выступлению Солёника в Вознесенске, — был не меньше успеха московской знаменитости».
Существует легенда, — исходящая, очевидно, из единственного источника, — что после спектаклей в Вознесенске «высокопоставленное лицо» из Свиты Е. И. В. предложило К. Солёнику ангажемент в С.-Петербурге, и что Солёник ответил отказом. Несмотря на то, что свидетелей у такого разговора быть не могло, приводятся даже слова, в которых К. Солёник ответил театральному чиновнику: «Нет, ваше сиятельство, я малоросс, люблю Малороссию, и мне жаль расстаться с нею».

#### После Вознесенска: Кишинёв, Воронеж, Харьков (1837—1840)
После успеха в Вознесенске К. Солёник остаётся в антрепризе Ерохина и в составе его труппы выступает в Кишинёве. Театр в этом городе как раз привели в порядок и немного расширили, достроив галерею; но и с галереей он вмещал всего 150 зрителей. Весной 1838 в Кишинёве, во время учёной двухнедельной экскурсии по новым местам, побывал сосланный в Одессу профессор Н. И. Надеждин, здесь он посетил театр:

В Кишинёве есть и театр — театр русский!… Актёры играли преусердно, и публика была очень признательна… Впрочем, на этот раз труппа была не в полном своём блеске: на сцене не было знаменитого Соленика, в то время принадлежавшего кишинёвскому театру. Нам обещали именно для нас дать «Гамлета», и в новом переводе г. Полевого. «Гамлет» — на кишинёвском театре! Это, конечно, стоило посмотреть. К сожалению, обстоятельства расположились так, что нам этого удовольствия не досталось.— Прогулка по Бессарабии. Одесский Альманах на 1840 год. стр. 393-394
В «Гамлете» Солёник играл Полония.
В 1839 году он вернулся в труппу Млотковского. В этом и следующем году уже знаменитая харьковская труппа держала антрепризу в Воронеже. Получая 2 400 рублей и 2 (по другим сведениям — 3) бенефиса в год, Солёник стал самым высокооплачиваемым актёром в труппе.

### Слава (1841—1848)
Весной 1841 года Солёник женился на актрисе Харьковского театра Протасовой 1-й. Отношения его с Млотковским, видимо, испортились. Солёник покинул Харьков и перебрался с женою в Курск. В это время Млотковский пускается в самую рискованную и самую прекрасную авантюру в своей жизни: заняв 40 000 рублей, он строит на западной стороне Театральной площади в Харькове — прямо напротив старого — новый театр, каменный, отапливаемый, чистенький, «современный». Финансовые дела его сильно пошатнулись и покатились вниз. В 1843 году, признав частично свою несостоятельность, Млотковский передал театр в управление кредиторам и покинул Харьков. — Осенью того же года Солёник вернулся на сцену новенького Харьковского театра: 

Соленика любили все, от райка до кресел. Как бы ни была скучна пьеса, но если в ней участвовал Соленик — она проходила весело. Как бы ни была мала и пошла роль, она делалась у него замечательной. Бывало в зале театра тихо и сонно, зрители дремлют, но вот за кулисами раздается бойкий говор Соленика, — и все поднимают головы, улыбка удовольствия озаряет все лица и руки всех готовятся аплодировать. При столкновениях на сцене со столичными знаменитостями, — причём, другие, очень недурные, харьковские актёры как-то уходили в тень, — Соленик всегда стоял на самом видном месте.— Киевская старина, 1889, № 2, стр. 553
 Здесь нужно добавить, что в начале 1840-х в Харькове прошла мощная культурная волна: университетский город, четыре десятилетия притягивавший лучшие умы окрестных губерний, накопил силы для исподволь подготовленного рывка, — помимо прочих достижений в управлении, архитектуре, образовании, экономике, — в Харькове появилась собственная пресса. Сначала А. Кульчицкий, а за ним А. Барымов, добровольно взяли на себя обязательства честных театральных критиков сцены Харьковского театра, и снабжали подробными обзорами не только местную печать, но и столичные периодические издания. Благодаря их регулярным отчётам о Харьковском театре имя Солёника в России стало широко известным в образованных кругах.
В 1845 году Солёник гастролирует в Киеве. Здесь, уже совершенно «созревшие» — после многочисленных харьковских представлений — роли в украиноязычных пьесах Квитки-Основьяненко и Котляревского просто возносят его на пьедестал. В особенности это касается роли Чупруна в пьесе Котляревского «Москаль-чаривнык».
В этой роли Карп Солёник, по словам современников, был «неподражаем», «необыкновенно хорош и строго верен действительности»; сравнивая его трактовку роли Чупруна с щепкинской, критик, видевший игру обоих, писал: «У Щепкина Чупрун простофиля, верит всему, всего боится… Чупрун-Щепкин таков, каким его создал Котляревский, Чупрун-Соленик — собственное создание нашего артиста, верная копия природы, или лучше — сама природа».
Им вторит ещё один важный свидетель — Тарас Шевченко. В 1845 году поэт «случайно» посетил знаменитую Ильинскую ярмарку в Ромнах, — «этот омут» «пьянейших ремонтёров», где он «три дня сряду глотал пыль и валялся в палатке». 24 июля Шевченко «в первый раз видел гениального артиста Соленика в роли Чупруна („Москаль-чаривнык“)», он показался ему «естественнее и изящнее неподражаемого Щепкина». Первая встреча оказалась незабываемой — поэт вспоминал о ней в своём дневнике спустя 12 лет, в такой же вот Ильин день 1857 года, очень для него горький…
В 1846 году Солёник гастролировал в Чугуеве. — Солёнику 35 лет. Пик славы. Казалось бы, всё впереди.

### Признаки надлома. Болезнь и смерть (1849—1851)
В 1847 году в Одессе, не без содействия Щепкина, наконец-то открывается регулярный городской театр. Дирекция не жалеет денег на закупку в новую городскую труппу первоклассных актёров. В Одессу приезжают супруги Орловы, супруги Шуберт, Шумский и им подобные московские именистости.
Через два года дирекция оплачивает дополнительный транш и переманивает в Одессу несколько актёров из знаменитого Харьковского театра. Среди них — блистательная, но уже стареющая Любовь Млотковская, и весьма дорогая звезда провинциального театрального небосклона — Карп Трофимович Солёник.
Есть все основания полагать, что в Одессу Солёник переехал, уже зная о своей болезни: 1849 году в Харьковском театре в возрасте 25 лет от туберкулёза умер исключительно многообещающий комический актёр Осип Дранше. — В этом же году Солёник принимает ангажемент в Одесский городской театр. — Возможно, в надежде на благотворный морской воздух.
Уже раздавались упрёки в «некотором однообразии»; вольная манера Солёника, позволявшего себе то и дело отходить от текста, «нести отсебятину», молодым актёрам следующего поколения казалась балаганным атавизмом.
Приехав в Одессу, он много пьёт. Как обычно, совершенно не учит роли и не хочет запоминать указания режиссёра на репетициях. — В новом коллективе чувствует себя неуютно и одиноко и тоскует по Харькову.
В 1851 году он вернулся в Харьков.
«Когда, — по возвращении из Одессы, — Соленик вышел впервые на сцену, рукоплескания долго не давали ему говорить». «Наш Соленик опять у нас! — Вот что говорили тогда все, если речь заходила о театре. Зная его опытность в деле сценического искусства, наша театральная дирекция поручила ему обязанность режиссёра». Однако радость была короткой и вполне приступить к обязанностям режиссёра Солёник вряд ли успел: уже в августе имя его исчезло с афиш. Неизлечимая тогда болезнь обострилась и вступила в последнюю фазу…
7 октября 1851-го года, на 41 году жизни, Карп Солёник скончался — от чахотки. Похоронили его на «новом» тогда городском кладбище (ныне № 1):

Много шло народу за гробом, качавшимся на дрогах под чёрным балдахином. Многие плакали, за гробом пели певчие и стонала погребальная музыка. На гробовой крыше малинового цвета лежала эмблема заслуг покойного — на ней зеленел венок, сплетённый из лавра и мирта — украшение гроба до исх пор в Харькове ещё невиданное.— Основа, 1861, № 2

## Отзывы современников
Карп Трофимович Соленик, о котором я упоминал выше в перечне харьковской труппы, обладая крупным дарованием и достойно считаясь провинциальною известностью, имел отвратительную привычку — не учить ролей. Бывало, прочтёт он свою роль раз-другой и идёт смело играть: он передавал её своими словами, но так, что незнающий хорошо пьесы и не догадается об его импровизации, всегда верной типу, намеченному автором. Разумеется, этому значительно способствовало его солидное образование и богатые умственные способности. Его находчивость и остроумие на сцене заслуживали внимания и выделяли его из толпы актёров-зубрил. Не терпя пауз во время хода пьесы, Соленик в состоянии был говорить хоть час подряд, однако, не удаляясь от сути дела, пока его не перебьёт действующее лицо. С одной стороны это не дурно, безостановочные разговоры придают живость действию, но с другой — очень скверно, мешает другим, лишая их возможности рельефнее оттенить свою роль, а в особенности тем, кто знает свои слова по пьесе наизусть, тех он просто сбивал.
На репетиции водевиля «В тихом омуте черти водятся», в котором Живокини играл полковника Незацепина, а Соленик — Весельева, последний, по своему обыкновению, так разговорился, что Василий Игнатьевич замолчал совсем и с удивительным хладнокровием стал наблюдать за увлекшимся актёром. Живокини прекомично сложил на груди руки крестом и долго смотрел в упор Соленику.
Наконец Карп Трофимович опомнился, перебил сам себя и спросил терпеливого гастролера:
— Что же вы не говорите, Василий Игнатьевич?
— Ожидаю, когда вы замолчите!
— Так нельзя-с!— сердито заметил Соленик.
— Чего это нельзя?
— Да заставлять меня одного всё время разговаривать, глотка сохнет.
— Скажите, пожалуйста, откуда все эти рассуждения вы берете? Я много раз играл этот водевиль со Щепкиным и тот никогда ничего подобного не говорил, чего наговорили вы.
— Значит, он с пропусками играл, — не задумываясь, ответил Соленик, — а я по пьесе валяю.
— Помилуйте-с, в пьесе этого нет: я пьесу наизусть знаю…
— Нет, есть…
— А я вам говорю, нет!… Вот что: если вам угодно играть со мной, то потрудитесь роль выучить, в противном же случае передайте её другому.
Присутствовавший тут же Петровский приостановил репетицию, отобрал от Соленика роль и передал её Боброву.
— Ну, и слава Богу!— сказал Карп Трофимович, ничуть не обидевшись этим обстоятельством. — А то бы на спектакле Живокини замучил бы меня своим упорным молчанием…
А вот ещё образчик импровизаторской способности Соленика.
Шёл водевиль «Зятюшка», в котором он играл заглавную роль. Есть сцена, когда он выходит усмирять рассвирепевшего извозчика, на котором приехала к нему тёща. Возвращаясь обратно после объяснения, зятюшка появляется в помятом цилиндре.
— Что с вами, зятюшка? — спрашивает его по ходу пьесы тёща, которую изображала комическая старуха Ладина.
— Маменька, — отвечает он ей, — не связывайтесь в другой раз с извозчиком: посмотрите, что он сделал с моей шляпой.
— Утешьтесь, зятюшка, я вам куплю новую шляпу, поярковую, — следовало сказать Ладиной, а она переврала последнее слово и сказала «фаянсовую».
Публика разразилась страшным хохотом, бывшие на сцене — тоже, кроме Соленика, который как ни в чём не бывало, точно по пьесе, вышел на авансцену и прочёл целый монолог на тему о «фаянсовой шляпе».
— А ведь маменька права, — сказал он, — что фаянсовая шляпа с успехом заменит цилиндр. Фаянсовая шляпа имеет массу преимуществ, и отчего на самом деле не изобретут таковой! Во-первых, она не боялась бы дождя, во-вторых, не требовала бы ремонту, в-третьих, всегда бы была чиста. Положим, её хрупкость требовала бы большой осторожности, но это отлично, мы стали бы её класть на безопасные места, и её долговечность таким образом была бы гарантирована. Мы бы не ставили её на стулья, как делаем с этими шляпами, на которые садятся и мнут, да и извозчики обходились бы с нами деликатнее: разбей-ка он на мне фаянсовую шляпу, я его, каналью, в квартал с поличным, ну, а с смятым цилиндром как его притянуть? Скажет: «таков и был». Чем я докажу его свежесть?… Итак, маменька, закажите-ка на заводе мне фаянсовую шляпу, — я быстро введу её во всеобщее употребление, и ваше имя мудрым изобретением будет прославлено; благодарные потомки воздвигнут вам памятники и монументы.

В это время все, что называется, «отхохотались», и водевиль пошёл своим чередом.— Воспоминания артиста императорских театров А. А. Алексеева, глава Х

## Память
Через несколько лет после смерти Карпа Солёника с его могилой произошёл довольно анекдотический случай, символически отражающий самобытное чувство юмора украинцев: один из поклонников актёра, заехав поклониться его памяти на кладбище, обнаружил, что на могиле до сих пор не установлен не то что хоть какой-нибудь памятник, а даже обычный крест. Поклонник заказал и установил крест на свои средства. На кресте он распорядился составить надпись на украинском языке, ставшую своеобразной достопримечательностью городского харьковского кладбища № 1:
Во имя Тріипостасного Бога-отца, Сина и святого Духа 

здѣсь погребено тѣло раба Божія Карпа Трофимовича Соленика

знаменитого малороссійскаго актера, 

которому этотъ крестъ поставилъ запорожскій козакъ А. И. Стратоновичъ.

Дивися з неба, Солениче,

Як криво серце чоловіче:

Як ти, колись на світі жив,

Та щиро публиці служив,

То публика тобі живому

Квітки кидала як солому.

А вмер артисте-небораче,

То й байдуже! Ніхто не баче,

Що прах лежить твій без хреста.

Пора, бач, гулькнула не та:

Тепер вже стала Украіна

Порожня, буцім домовина.*
* «небораче» — старорус. горемыка, бедолага; «То й байдуже!» — укр. «Ну и ладно!», «Ай, пофиг!»; «Порожня, буцім домовина» — укр. «опустевшая, словно гроб».
Вдобавок к этому анекдоту, случился и ещё один: при подготовке Русского биографического словаря авторы сначала составили предварительный список персон, которые войдут в будущий словарь, — так называемый «Словник РБС»; Словник составил два тома имён с кратчайшими аннотациями, поясняющими значение персоны; так вот Солёник в этом Словнике упомянут как Карл. Когда уже писали статью для Словаря, ошибку в имени исправили, зато допустили другую: указано, что скончался Солёник в Одессе, — что противоречит современным событию источникам. Ошибки эти, благодаря авторитету РБС, порой всплывают в позднейших упоминаниях.
Вообще же, посмертная судьба Карпа Солёника относительно благополучна. В год его смерти в двух столичных журналах появились некрологи; десятилетие по его смерти также отмечено памятными статьями; в 80-х годах харьковский журналист Н. И. Черняев, собирая материалы по истории Харьковского театра, опубликовал обширную записку, посвящённую именно К. Т. Солёнику, — этот материал перепечатывается и порождает ещё одну волну интереса к нему; в 1907 году в журнале «Киевская старина», в статье, посвящённой национальному украинскому театру, Солёника уже объявляют национальным достоянием; в 1911 году, в связи сто 100-летием со дня рождения, о нём вспоминают в официальном «Ежегоднике императорских театров»; в 1928-м, в 1951-м и в 1963-м годах выходят научные монографии на украинском языке, посвящённые жизни и творчеству актёра. Смотри библиографию
В 1930-х годах на месте старого городского кладбища № 1 в Харькове решено было построить огромный спортивный комплекс. Прах К. Т. Солёника был перезахоронен на кладбище № 13.

## Избранные пьесы и роли
В водевилях и комических пьесах:
- «Деловой человек, или Дело в шляпе» (комедия-водевиль Ф. А. Кони), — Горский
- «В людях ангел — не жена! Дома с мужем — сатана!» (комедия в 3 д., Ф. де Курси и Д.-Ш. Дюпети, перев. Д. Т. Ленского), — Прындик
- «Хлопотун, или Дело мастера боится» (водевиль А. И. Писарева), — Репейкин
- «Хороша и дурна, и глупа и умна» (водевиль в 1 д., переделка пьесы Э. Скриба и Мельвиля), — слуга Емельян
- «Кеттли, или Возвращение в Швейцарию» (опера-водевиль в 1 д. Ф.-А. Дювера и П. Дюпора, пер. Д. Т. Ленского), — трактирщик Рутли
- «Стряпчий под столом» (водевиль в 2 д. Д. Т. Ленского), — Жовиаль
- «Шила в мешке не утаишь, девушку в мешке не удержишь» (водевиль Н. А. Некрасова), — Руперт
- «Актёр» (водевиль Н. А. Некрасова), — Кочергин
- «Матрос» (комедия в 1 д. Э. Соважа и Ж.-Ж.-Г. Делюрье), — Пётр и матрос Симон
- «Лев Гурыч Синичкин, или Провинциальная дебютантка» — Лев Гурыч Синичкин

В драмах, трагедиях, в комедиях классиков:
- «Тридцать лет, Или жизнь игрока» (мелодрама В. Дюканжа), — Трактирщик
- «Двумужница, или Зачем пойдешь, то и найдешь» (драма А. А. Шаховского), — Иванушка
- «Дедушка русского флота» (драма Н. А. Полевого), — Тибо
- «Русский человек добро помнит» (мелодрама Н. А. Полевого), — Сидор Бесстрашный
- «Кремнев, русский солдат» (драма в 3 д. И. Н. Скобелева), — Сенька
- «Смерть Ляпунова» (драма С. А. Гедеонова), — Заруцкий
- «Сыны Эдуарда, короля английского» (трагедия в 3 д. К. Делавиня), — Джемс Тирель
- «Король Лир» — Король Лир (на украинском) и Шут
- «Гамлет» — Полоний
- «Цыганы», — Старый Цыган
- «Ревизор» — Хлестаков, Бобчинский и Осип
- «Женитьба» — Кочкарёв
- «Горе от ума» — Репетилов и Фамусов

С успехом играл также в пьесах Шиллера и в комедиях Мольера.
В украинских комедиях и водевилях:
- «Наталка-Полтавка» — Макагоненко, Выборный, Возной и Тетерваковский
- «Сватанье на Гончаровке» (водевиль Г. Ф. Квитки-Основьяненко) — Стецько
- «Шельменко-денщик» — Шельменко
- «Бой-жинка» (водевиль Г. Ф. Квитки-Основьяненко) — Потап Лавурда